# Илия (Быков)
Епи́скоп Илия́ (в миру Николай Петрович Быков; 3 апреля 1954, село Черноречье, Волжский район, Куйбышевская область) — архиерей Русской православной церкви, с 25 декабря 2013 года епископ Балахнинский, викарий Нижегородская епархии.

## Биография
Родился 3 апреля 1954 года в селе Черноречье Волжского района Куйбышевской области. В 1971 году окончил среднюю школу. В 1971—1972 годы работал на Куйбышевском подшипниковом заводе. В 1972—1976 годах проходил обучение в Казанском высшем танковом училище. В 1976—1979 годах проходил службу в армии. В 1979—1980 годах работал слесарем-инструментальщиком.
С мая 1980 года стал псаломщиком Свято-Покровской церкви города Иваново Брестской области. 20 июля 1980 года рукоположён во диакона и назначен в клир вышеуказанной церкви. 12 октября того же года рукоположён во иерея и назначен настоятелем Свято-Антониевской церкви города Коссово Брестской области.
В августе 1982 года перешёл в Горьковскую (ныне Нижегородская) епархию, был назначен в клир Спасо-Преображенской церкви города Горького. С августа 1990 года стал настоятелем данной церкви. В 1991—2005 годы был секретарём Нижегородского епархиального управления. В июне 2005 года был назначен настоятелем церкви Живоночальной Троицы в Высокове, одновременно нёс обязанности настоятеля прихода в честь Владимирской иконы Божией Матери в городе Кстово и благочинного Кстовского округа Нижегородской епархии. Овдовел.

### Архиерейство
26 июля 2010 года на заседании Священного синода Русской православной церкви избран епископом Якутским и Ленским. 29 июля того же года митрополитом Саранским и Мордовским Варсонофием (Судаковым) пострижен в монашество с именем Илия в честь святого пророка Илии. На следующий день иеромонах Илия был возведён в сан архимандрита.
31 июля 2010 года патриарх Московский и всея Руси Кирилл совершил чин наречения архимандрита Илии во епископа Якутского и Ленского.
1 августа за литургией в Серафимо-Дивеевском монастыре патриарх Кирилл совершил епископскую хиротонию архимандрита Илии. Хиротонию совершили патриарх Московский и всея Руси Кирилл, митрополиты Саранский и Мордовский Варсонофий (Судаков), Месогийский и Лавреотикийский Николай (Хаджиниколау) (Элладская Православная Церковь), Оренбургский и Бузулукский Валентин (Мищук), Чебоксарский и Чувашский Варнава (Кедров); архиепископы Нижегородский и Арзмасский Георгий, Казанский и Татарстанский Анастасий (Меткин), Уфимский и Стерлитамакский Никон (Васюков), Йошкар-Олинский и Марийский Иоанн (Тимофеев), епископы Пензенский и Кузнецкий Вениамин (Зарицкий), Саратовский и Вольский Лонгин (Корчагин), Солнечногорский Сергий (Чашин). В свою епархию епископ Илия прибыл 15 августа.
В марте 2011 года в блогосфере широко распространился анонимный текст, автор которого, называющий себя строительным подрядчиком, выполнявшим работы для епархии, обвиняет епископа Илию в алчности и в прямых денежных обманах. Патриарху было направлено обращение с просьбой «назначить компетентную комиссию Священного Синода для расследования деятельности епископа Илии (Быкова)»
4 апреля 2011 года в Якутской епархии начала работу комиссия Контрольно-аналитической службы Управления делами Московской патриархии.
30 мая 2011 года назначен епископом Рузаевским, викарием Саранской епархии.
25 декабря 2013 года назначен епископом Балахнинским, викарием Нижегородской епархии.

## Награды
- 1996 год — митра;
- 1997 год — орден Святого благоверного князя Даниила Московского III степени;
- 1999 год — орден Святого благоверного князя Даниила Московского II степени;
- 2009 год — право служения Божественной литургии с отверстыми Царскими вратами до «Херувимской».